# Championnat d'Algérie de football de deuxième division 1966-1967
Navigation
Division d'Honneur
1965-1966 Nationale II
1967-1968
La saison 1966-1967 du championnat d'Algérie de football D2 est la 4e édition de la Nationale II, et la cinquième de la deuxième division algérienne.

## Classement final
Le classement est établi sur le barème de points suivant : victoire à 3 points, match nul à 2 et défaite a 1 pts .
| Rang | Équipe          | Pts | J  | G | N | P | Bp | Bc | Diff |
| ---- | --------------- | --- | -- | - | - | - | -- | -- | ---- |
| 1    | JSM Skikda R    | 42  | 18 | 9 | 6 | 3 | 24 | 13 | +11  |
| 2    | USM Bel-Abbès   | 41  | 18 | 9 | 5 | 4 | 30 | 14 | +16  |
| 3    | MSP Batna R     | 38  | 18 | 7 | 6 | 5 | 21 | 13 | +8   |
| 4    | JS Djidjelli    | 37  | 18 | 8 | 3 | 7 | 23 | 21 | +2   |
| 5    | USM Alger       | 36  | 18 | 6 | 6 | 6 | 26 | 20 | +6   |
| 6    | AS Khroub       | 36  | 18 | 6 | 6 | 6 | 27 | 32 | -5   |
| 7    | MC Alger        | 34  | 18 | 4 | 8 | 6 | 18 | 22 | -4   |
| 8    | USM Sétif R     | 33  | 18 | 6 | 3 | 9 | 15 | 25 | -10  |
| 9    | CR Témouchent   | 32  | 18 | 5 | 4 | 9 | 20 | 31 | -11  |
| 10   | ES Mostaganem R | 31  | 18 | 4 | 5 | 9 | 16 | 29 | -13  |

Promotions et relégations
- Montée en Nationale I 1967-1968 (D1)
- Maintenue en Nationale II 1968-1969 (D2)
- Relégation en Division d'Honneur (D3)

Abréviations
R : Relégué de Nationale 1965-1966 (D1)

P : Pas de promus de Promotion d'Honneur 1965-1966 (D3)

### Résultats
| Résultats (▼dom., ►ext.)                                   | ASK | CRT | ESM | JSD | JSMS | MCA | MSPB | USMA | USMBA | USMS |
| AS Khroub                                                  |     | 5-1 | 1-1 | 4-1 | 1-1  | 4-1 | 0-1  | 1-0  | 3-2   | 1-1  |
| CR Témouchent                                              | 1-0 |     | 0-1 | 1-0 | 1-1  | 1-0 | 2-1  | 0-0  | 1-1   | 4-0  |
| ES Mostaganem                                              | 0-0 | 3-1 |     | 2-4 | 0-0  | 0-1 | 0-2  | 0-0  | 3-2   | 2-0  |
| JS Djidjelli                                               | 1-2 | 1-0 | 2-0 |     | 1-0  | 1-1 | 1-0  | 5-0  | 0-2   | 2-0  |
| JSM Skikda                                                 | 3-1 | 3-0 | 1-0 | 1-1 |      | 1-0 | 2-1  | 1-0  | 1-2   | 2-0  |
| MC Alger                                                   | 2-2 | 3-1 | 0-0 | 1-1 | 1-1  |     | 0-0  | 0-1  | 1-1   | 2-0  |
| MSP Batna                                                  | 6-0 | 3-0 | 1-0 | 1-1 | 1-1  | 0-0 |      | 1-4  | 1-0   | 1-0  |
| USM Alger                                                  | 4-0 | 5-2 | 3-0 | 3-0 | 2-2  | 1-3 | 1-2  |      | 0-0   | 1-1  |
| USM Bel-Abbès                                              | 2-2 | 1-0 | 6-0 | 3-1 | 0-3* | 4-0 | 0-0  | 1-0  |       | 2-0  |
| USM Sétif                                                  | 2-0 | 1-0 | 2-3 | 0-1 | 1-0  | 3-2 | 1-0  | 1-1  | 1-0   |      |
| - Victoire à domicile - Match nul - Victoire à l'extérieur |     |     |     |     |      |     |      |      |       |      |

## Meilleurs buteurs
| Rang | Joueur                 | Club          | Buts |
| ---- | ---------------------- | ------------- | ---- |
| 1    | Hamri Miloud           | USM Bel-Abbès | 9    |
| 2    | Meziani Abderrahmane   | USM Alger     | 8    |
| 2    | Ghanem                 | ES Mostaganem | 8    |
| 2    | Hadji Hocine           | JS Djidjelli  | 8    |
| 5    | Fritah                 | MSP Batna     | 7    |
| 5    | Lehtihet Bachir        | JS Djidjelli  | 7    |
| 7    | Khattabi El-Hani       | AS Khroub     | 6    |
| 7    | Hammou Mohamed "Djems" | CR Temouchent | 6    |
| 7    | Mahmoud                | USM Bel-Abbès | 5    |
|      | Abdi Djillali          | USM Bel-Abbès | 5    |
| 10   | Bebabzia               | AS Khroub     | 5    |
| 10   | Chelaghem              | JSM Skikda    | 5    |
| 10   | Zemmouri Lamine        | MSP Batna     | 5    |
| 10   | Hammadi Henia          | USM Bel-Abbès | 5    |
| 14   | Belloucif Messaoud     | AS Khroub     | 4    |
| 14   | Bouderghi              | JS Djidjelli  | 4    |
| 14   | Madjid Saheb           | JSM Skikda    | 4    |
| 14   | Bouchniche             | JSM Skikda    | 4    |
| 14   | Zoubir Aouadj          | MC Alger      | 4    |
| 14   | Zemmour Freddy         | USM Alger     | 4    |
| 14   | Aït Bouali             | USM Alger     | 4    |

Buteurs par équipe
| Club                                | Buteurs (220 buts) / 90 matches , moyenne 2,44 but |
| ----------------------------------- | --- |
| AS Khroub (27 buts) / 6 joueurs     | Khattabi El-Hani (6), Bebabzia (5), Belloucif Messaoud (4),debabza 2 buts , tebbiche 2 buts , belachtar 1 but , * reste 7 buts !                                                                     |
| CR Témouchent (18 buts) 8 joueurs   | Hammou Mohamed dit "Djems" 6 buts, said 2 buts, berrichi 2 buts, yahiaoui 2 buts, tayeb 1 but, saheb 1 but, benchouiref 1 but, benaissa 1 but, * 1 but contre son camp, * reste 1 but !              |
| ES Mostaganem (16 buts) / 5 joueurs | Ghanem 8 buts , ould el bey 2 buts , kheirat (1) 1 but , kheirat abdelkader 1 but , benaissa 1 but , * reste 3 buts .                                                                                |
| JS Djidjelli (23 buts) / 5 joueurs  | Hadji Hocine 8 buts , Lehtihet Bachir 7 buts , Bouderghi 4 buts , lehtihet (2) 1 but , ayed 1 but , * reste 2 buts .                                                                                 |
| JSM Skikda (24 buts) / 5 joueurs    | Chelaghem (5), Saheb Majid (4), Bouchniche (4), bouali 1 but , messaoudi 1 but ,* 3 buts sur tapis-vert , * reste 6 buts !                                                                           |
| MC Alger (18 buts) / 6 joueurs      | Zoubir Aouadj (4), Boualem Allik (4), Mourad Saâdi (3), Paul Amara (3), Aziz Oucif (2), Boualem Meziani (1), c.s.c (1)                                                                               |
| MSP Batna (21 buts) / 3 joueurs     | Fritah 7 buts , Zemmouri Lamine 5 buts , azzouz 2 buts , * reste 7 buts ! |
| USM Alger (26 buts) / 7 joueurs     | Abderrahmane Meziani 8 buts , Freddy Zemmour 4 buts , Akli Aït Bouali 4 buts , saadi 2 buts , guittoun 1 but , oulkhiar 1 but , djermane 1 but , * reste 5 buts !                                    |
| USM Bel-Abbès (30 buts) 9 joueurs   | Hamri miloud 9 buts , abdi djillali 5 buts , Mahmoud 5 buts , Hammadi Henia 4 buts , zouba 2 buts , bengamra 1 but , lacarne belaid 1 but , maameri 1 but , khelladi 1 but .* 1 but sur tapis-vert ! |
| USM Sétif (15 buts) / 2 joueurs     | toumi 2 buts , hafsi 1 but , * reste 12 buts , leurs buteurs sont inconnus ! |